# Accés amb commutador

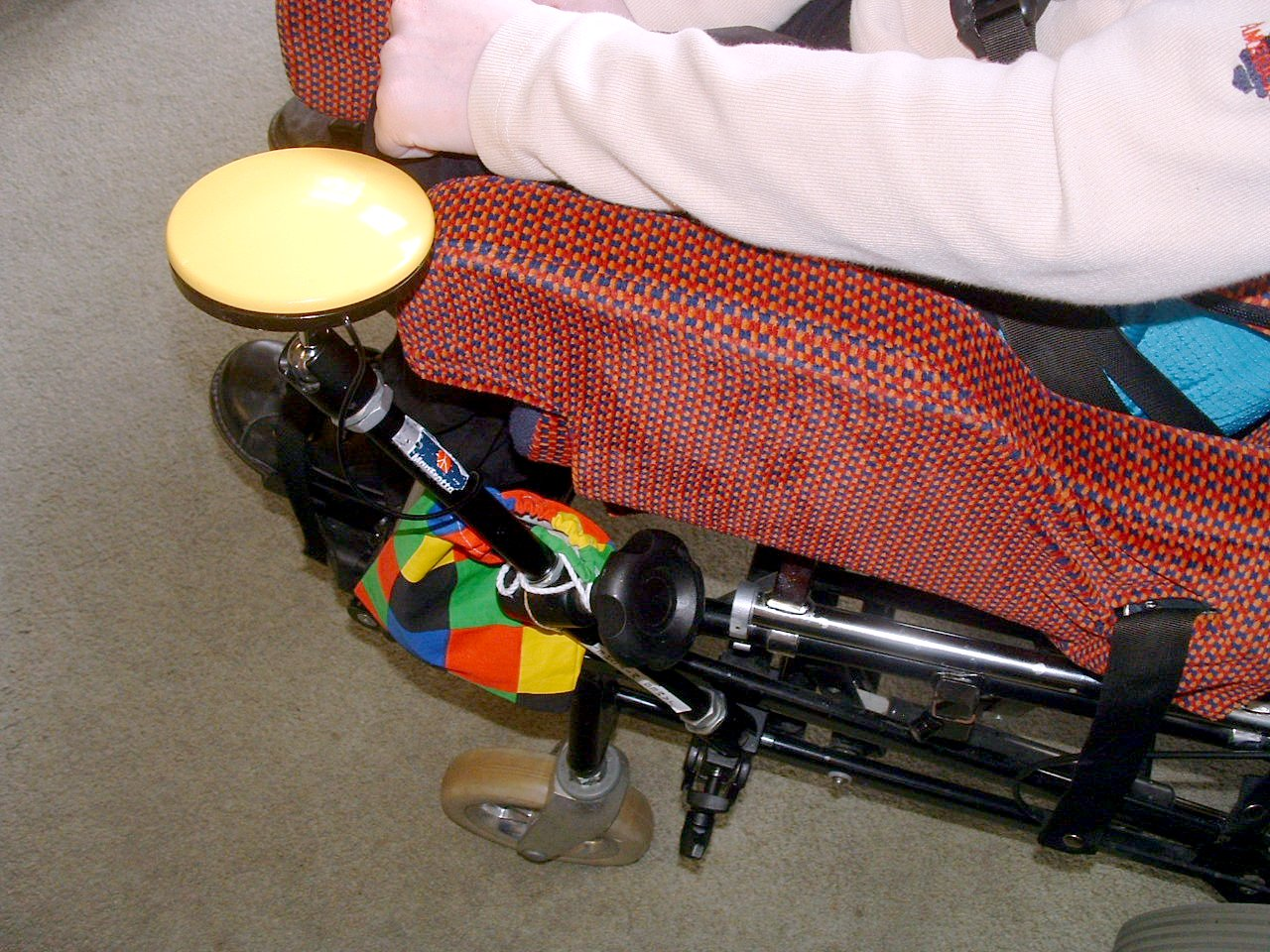
Exemple de commutador

L'accés amb commutador és un mètode que permet a les persones amb discapacitat mental o motora severa accedir de manera directa a l'ordinador mitjançant un o diversos commutadors.

## Tipus de commutador
Els commutadors utilitzats per millorar l'accessibilitat es classifiquen segons la manera d'operar-los:
Commutador de pressió
Estan dirigits per aquelles persones amb un ús limitat de control motriu gruixat, però conserven la capacitat de pitjar. Té forma de tub amb un botó que activa l'ordinador.
Commutador de bufar
Els utilitzen usuaris amb severa discapacitat motora, però tenen un bon control dels llavis. El dispositiu s'activa quan es bufa a través del tub.
Commutador al tacte
Aquest polsador s'activa passant la mà per damunt, s'utilitza sovint en persones que conversen el control de la motricitat fina.
Commutador de palanca
El commutador es pot pressionar per qualsevol part del cos. La forma de la palanca facilita l'activació del dispositiu.